# Саки (гміна Нарва)
Саки (Сакі, пол. Saki) — село в Польщі, у гміні Нарва Гайнівського повіту Підляського воєводства. Населення — 17 осіб (2011).

## Історія
Вперше згадується 1569 року.
У 1975—1998 роках село належало до Білостоцького воєводства.

## Демографія
Демографічна структура станом на 31 березня 2011 року:
|          | Загалом | Допрацездатний вік | Працездатний вік | Постпрацездатний вік |
| -------- | ------- | ------------------ | ---------------- | -------------------- |
| Чоловіки | 10      | 0                  | 8                | 2                    |
| Жінки    | 7       | 1                  | 1                | 5                    |
| Разом    | 17      | 1                  | 9                | 7                    |

У 1884 році в селі відкрита церковна школа грамоти (просвіти). У 1935 році в Саках налічувалося 25 домів і 116 мешканців, у 1945 році — 4 доми та 20 мешканців.